# Калинин, Николай Артемьевич
Никола́й Арте́мьевич Кали́нин (20 мая 1937, дер. Корма, Гомельская область, БССР — 12 февраля 1974, Минск, БССР) — советский кинорежиссёр

. С 1958 по 1974 год — режиссёр киностудии «Беларусьфильм».

## Биография
Окончил техническое училище при Минском тракторном заводе (1955), работал на заводе. С 1956 года — ассистент режиссёра на минском телевидении, с 1958 года — режиссёр на киностудии «Беларусьфильм».
Окончил режиссёрский факультет Белорусского театрально-художественного института (1965), режиссёрские курсы при МХАТе имени М. Горького (1968).
Умер при неясных обстоятельствах в Минске в период съёмок фильма «Бронзовая птица» 12 февраля 1974 года. По официальной версии, от инфекционного менингита: утром госпитализирован на скорой медицинской помощи, к ночи умер. По неофициальной версии, смерть наступила после избиения в милиции в результате травм внутренних органов. По словам актёра Андрея Войновского, Калинин скончался от цирроза печени.

## Личная жизнь
Жена — актриса Наталья Чемодурова.

## Фильмография
- 1963 — Третья ракета — ассистент режиссёра
- 1964 — Через кладбище — второй режиссёр
- 1965 — Город мастеров — второй режиссёр
- 1968 — Кряжёнок (короткометражный)
- 1969 — Сотвори бой — режиссёр-постановщик
- 1970 — Крушение империи — сорежиссёр
- 1971 — Рудобельская республика — режиссёр-постановщик
- 1972 — Идущие за горизонт — режиссёр-постановщик
- 1973 — Кортик — режиссёр-постановщик
- 1974 — Бронзовая птица — режиссёр-постановщик

## Признание и награды
- 1965 — Диплом II степени фильму и Приз режиссёру Виктору Турову за лучший дебют на кинофестивале республик Прибалтики, Белоруссии и Молдавии — за фильм «Через кладбище». Впоследствии фильм был включён в список ста лучших фильмов о войне по версии ЮНЕСКО за 1995 год.
- 1973 — Гран-при Международного кинофестиваля телефильмов в Париже «За лучшее воплощение образа романтического героя» — за фильм «Идущие за горизонт»

## Память
Похоронен на Восточном кладбище в Минске.